# Gunsbach
Gunsbach è un comune francese di 988 abitanti situato nel dipartimento dell'Alto Reno nella regione del Grand Est.
Nel suo territorio scorre il fiume Fecht.

## Società

### Evoluzione demografica
Abitanti censiti